# بیگ کبین (اکلاهما)
بیگ کبین(به انگلیسی: Big Cabin) شهری در ایالت اکلاهما کشور ایالات متحده آمریکا است که جمعیت آن در سرشماری سال ۲۰۱۰ میلادی، ۲۶۵ نفر بوده‌است.